# Bridges to Babylon Tour '97/'98
Bridges to Babylon Tour '97-98 is een dvd van The Rolling Stones. De dvd bevat een concert opgenomen tijdens de Bridges To Babylon Tour 1997 in Saint Louis (Missouri), VS.
Gastoptredens tijdens het concert waren Dave Matthews en Joshua Redman.

## Nummers
1. Opening
2. (I Can't Get No) Satisfaction
3. Let's Spend the Night Together
4. Flip the Switch
5. Gimme Shelter
6. Wild Horses
7. Saint of Me
8. Out of Control
9. Waiting on a Friend
10. Miss You
11. Wanna Hold You
12. On the Bridge
13. It's Only Rock 'n Roll (But I Like It)
14. Like A Rolling Stone
15. Sympathy for the Devil
16. Tumbling Dice
17. Honky Tonk Women
18. Start Me Up
19. Jumpin' Jack Flash
20. You Can't Always Get What You Want
21. Brown Sugar
22. End Credits